# Мария-Лудовика Бурбон-Испанска
Вижте пояснителната страница за други личности с името Мария.
Мария-Лудовика, по рождение Мария-Луиза (на испански: Maria Luisa; на немски: Maria Ludovika), е испанска инфанта и императрица на Свещената Римска империя (1790 – 1792), съпруга на Леополд II, император на Свещената Римска империя.

## Биография
Родена е на 24 ноември 1745 г. в Портичи, Кампания, като принцеса Мария-Луиза Неаполитанска и Сицилианска. Дъщеря е на крал Карл VII Неаполитански и V Сицилиански и Мария-Амалия Саксонска. През 1759 г. бащата на Мария-Луиза се възкачва на испанския престол като крал Карлос III, след което Мария-Луиза се премества заедно с родителите си в Испания.
На 16 февруари 1764 г. в Мадрид Мария-Луиза е омъжена задочно (младоженецът не присъства) за австрийския ерцхерцог Петер Леополд, втори син на император Франц I и Мария Терезия. На 5 август 1765 г. Мария-Луиза и Леополд са тържествено венчани в Инсбрук. След сватбата си за австрийския ерцхерцог Мария-Луиза започва да се нарича ерцхерцогиня Мария-Лудовика Австрийска. Няколко дни по-късно умира император Франц I и Петър Леополд получава титлата Велик херцог на Тоскана. Заедно със съпруга си Мария-Луиза, новата велика херцогиня на Тоскана, се премества във Флоренция, където двамата живеят през следващите дванадесет години.
През 1790 г. Леополд след смъртта на брат си император Йозеф II наследява хабсбургските владения в Централна Европа и е избран за император на Свещената Римска империя. Семейството на Мария-Лудовика, вече императрица на Свещената Римска империя, се премества във Виена.
Мария-Лудовика умира на 15 май 1792 г., три месеца след съпруга си.

## Деца
Мария-Лудовика ражда на Леополд 16 деца:
- Мария Терезия Австрийска (1767 – 1827), омъжва се през 1787 за бъдещия крал на Саксония Антон Клемент (1755 – 1836)
- Франц II (1768 – 1835), първи император на Австрийската империя
- Фердинанд III (1769 – 1824), велик херцог на Тоскана
- Мария-Анна (1770 – 1809)
- Карл Австрийски (1771 – 1847), херцог на Тешен
- Александер Леополд Австрийски (1772 – 1795), палатин на Унгария
- Албрехт (1773 – 1774)
- Максимилиан (1774 – 1778)
- Йозеф Антон Йохан Австрийски (1776 – 1847), палатин на Унгария
- Мария Клементина Австрийска (1777 – 1801), омъжва се за първия си братовчед Франц I (1777 – 1830), херцог на Каламбрия, който по-късно става крал на Двете Сицилии
- Антон Виктор фон Хабсбург-Лотарингия (1779 – 1835), епископ на Кьолн и велик магистър на Тевтонския орден
- Мария-Амалия (1780 – 1798)
- Йохан Австрийски (1782 – 1859), фелдмаршал
- Райнер Йозеф Австрийски (1783 – 1853), вицекрал на Кралство Ломбардия-Венеция
- Лудвиг Австрийски (1784 – 1864), генерал, регент на Австрийската империя по времето на Фердинанд I
- Рудолф Австрийски (1788 – 1831), кардинал, архиепископ на Олмюц